# Moviment d'Esquerra Nacionalista
El Moviment d'Esquerra Nacionalista (Movimiento de Izquierda Nacionalista) fue una organización política española de ámbito catalán de carácter independentista y socialista, nacida de la escisión del sector más asambleario de Nacionalistes d'Esquerra, opuesto a su integración en Entesa dels Nacionalistes d'Esquerra, en el año 1985. 
Intenta crear un bloque popular interactuando con los nuevos movimientos sociales (ecologismo, feminismo, pacifismo, etc.) para ser su conciencia crítica. En 1986 parte de su militancia se integra en el Moviment de Defensa de la Terra. En las europeas de 1987 y las de 1989 apoyó a la candidatura de Herri Batasuna, y ese mismo año se integra como corriente dentro de la Crida per la Soliraritat. Pero parte de la organización vuelve a la actividad en el año 1991, dándole un contenido más ecologista. Al año siguiente se presenta a las elecciones autonómicas catalanas en coalición con Alternativa Verda, y en 1993 se fusiona con el resto de partidos ecologistas catalanes en Els Verds-Confederació Ecologista de Catalunya, a pesar de las críticas de ciertas agrupaciones de Els Verds (como la de Tarrasa) que la consideran de "chovinista". Actualmente, antiguos militantes de esta organización como Maria Olivares, Joan Oms y Roser Veciana son importantes voces en el ecologismo político de Cataluña
En 2011 se disolvió y se integró íntegramente en Iniciativa per Catalunya Verds-Verdes Equo (desde el 13 de marzo de 2021 se llama Esquerra Verda-Verdes Equo).
- Datos: Q3328020